# Brigné
Brigné és un municipi francès situat al departament de Maine i Loira i a la regió de País del Loira. L'any 2007 tenia 360 habitants.

## Demografia

### Població
El 2007 la població de fet de Brigné era de 360 persones. Hi havia 137 famílies de les quals 27 eren unipersonals (9 homes vivint sols i 18 dones vivint soles), 44 parelles sense fills, 53 parelles amb fills i 13 famílies monoparentals amb fills.
La població ha evolucionat segons el següent gràfic:
Habitants censats

### Habitatges
El 2007 hi havia 172 habitatges, 136 eren l'habitatge principal de la família, 20 eren segones residències i 16 estaven desocupats. 166 eren cases i 3 eren apartaments. Dels 136 habitatges principals, 115 estaven ocupats pels seus propietaris, 19 estaven llogats i ocupats pels llogaters i 2 estaven cedits a títol gratuït; 1 tenia una cambra, 9 en tenien dues, 20 en tenien tres, 25 en tenien quatre i 81 en tenien cinc o més. 103 habitatges disposaven pel capbaix d'una plaça de pàrquing. A 66 habitatges hi havia un automòbil i a 61 n'hi havia dos o més.

### Piràmide de població
La piràmide de població per edats i sexe el 2009 era:
| Homes | Edats   | Dones |
| ----- | ------- | ----- |
| 0     | 95 o +  | 0     |
| 0     | 90 a 94 | 0     |
| 0     | 85 a 89 | 0     |
| 4     | 80 a 84 | 12    |
| 0     | 75 a 79 | 12    |
| 8     | 70 a 74 | 8     |
| 8     | 65 a 69 | 12    |
| 8     | 60 a 64 | 16    |
| 8     | 55 a 59 | 0     |
| 28    | 50 a 54 | 16    |
| 0     | 45 a 49 | 4     |
| 16    | 40 a 44 | 8     |
| 12    | 35 a 39 | 16    |
| 0     | 30 a 34 | 8     |
| 8     | 25 a 29 | 4     |
| 8     | 20 a 24 | 4     |
| 20    | 15 a 19 | 8     |
| 12    | 10 a 14 | 4     |
| 20    | 5 a 9   | 4     |
| 0     | 0 a 4   | 8     |

## Economia
El 2007 la població en edat de treballar era de 216 persones, 157 eren actives i 59 eren inactives. De les 157 persones actives 149 estaven ocupades (85 homes i 64 dones) i 8 estaven aturades (1 home i 7 dones). De les 59 persones inactives 26 estaven jubilades, 19 estaven estudiant i 14 estaven classificades com a «altres inactius».

### Ingressos
El 2009 a Brigné hi havia 161 unitats fiscals que integraven 408,5 persones, la mediana anual d'ingressos fiscals per persona era de 16.433 €.

### Activitats econòmiques
Dels 11 establiments que hi havia el 2007, 1 era d'una empresa alimentària, 5 d'empreses de construcció, 1 d'una empresa de comerç i reparació d'automòbils, 1 d'una empresa d'hostatgeria i restauració, 2 d'empreses immobiliàries i 1 d'una empresa de serveis.
Dels 4 establiments de servei als particulars que hi havia el 2009, 2 eren guixaires pintors, 1 fusteria i 1 electricista.
L'any 2000 a Brigné hi havia 27 explotacions agrícoles que ocupaven un total de 1.127 hectàrees.

## Poblacions més properes
El següent diagrama mostra les poblacions més properes.